# عشق در خانه
عشق در خانه (انگلیسی: Romance in the House; کره‌ای: 가족X멜로) یک مجموعه تلویزیونی محصول کره جنوبی با بازی جی جین هی، کیم جی سو، سون نا اون، چوی مین هو و یون سان ها است. این مجموعه از ۱۰ اوت ۲۰۲۴، روزهای شنبه و یکشنبه ساعت ۲۲:۳۰ (کی‌اس‌تی) از جی‌تی‌بی‌سی پخش شد. این مجموعه همچنین برای استریم در نتفلیکس در مناطق منتخب قابل دسترسی است.

## بازیگران
- جی جین هی در نقش بیون مو جین
- کیم جی سو در نقش گوم ئه یون
- سون نا اون در نقش بیون می ره[۱]
- چوی مین هو در نقش نام ته پیونگ[۱]
- یون سان ها در نقش بیون هیون جه[۳]